# 切里瓦爾 (堪薩斯州)
切里瓦爾（英語：Cherryvale）是一個位於美國堪薩斯州蒙哥馬利縣的城市。

## 地方資料
根據2020年美國人口普查的數據，切里瓦爾的面積為5.25平方千米，當中陸地面積為5.19平方千米，而水域面積為0.06平方千米。當地共有人口2192人，而人口密度為每平方千米417.52人。